# Efrain Rintaro
Efrain Rintaro (sinh ngày 23 tháng 7 năm 1991) là một cầu thủ bóng đá người Brasil.

## Thống kê câu lạc bộ
Cập nhật đến ngày 20 tháng 2 năm 2017.
| Thành tích câu lạc bộ | Thành tích câu lạc bộ | Thành tích câu lạc bộ  | Giải vô địch | Giải vô địch | Cúp                   | Cúp                   | Tổng cộng | Tổng cộng |
| Mùa giải              | Câu lạc bộ            | Giải vô địch           | Số trận      | Bàn thắng    | Số trận               | Bàn thắng             | Số trận   | Bàn thắng |
| Nhật Bản              | Nhật Bản              | Nhật Bản               | Giải vô địch | Giải vô địch | Cúp Hoàng đế Nhật Bản | Cúp Hoàng đế Nhật Bản | Tổng cộng | Tổng cộng |
| --------------------- | --------------------- | ---------------------- | ------------ | ------------ | --------------------- | --------------------- | --------- | --------- |
| 2010                  | Kashiwa Reysol        | J2 League              | 0            | 0            | 0                     | 0                     | 0         | 0         |
| 2011                  | FC Gifu               | J2 League              | 2            | 0            | 0                     | 0                     | 2         | 0         |
| 2012                  | Blaublitz Akita       | JFL                    | 27           | 3            | 0                     | 0                     | 27        | 3         |
| 2013                  | FC Ryukyu             | JFL                    | 19           | 3            | 1                     | 0                     | 20        | 3         |
| 2014                  | Veertien Kuwana       | Mie Prefectural League | 9            | 12           | 1                     | 0                     | 10        | 12        |
| 2015                  | ReinMeer Aomori       | JRL (Tohoku, Div. 1)   | 18           | 8            | 1                     | 0                     | 19        | 8         |
| 2016                  | ReinMeer Aomori       | JFL                    | 28           | 3            | –                     | –                     | 28        | 3         |
| Tổng                  | Tổng                  | Tổng                   | 103          | 29           | 3                     | 0                     | 106       | 29        |